# サミュエル・ブライアン
サミュエル・M・ブライアン（英: Samuel Magill Bryan、1847年9月20日 - 1903年1月23日）は、明治時代にお雇い外国人として来日したアメリカ合衆国の郵便事業者である。

## 経歴・人物
オハイオ州カディズにて大工の子として生まれる。明治5年（1872年）に来日するまでは職を転々とし続けた後、ワシントンの国庫証券局を務めていた。
来日後はアメリカ公使チャールズ・デロングの斡旋や前島密の面談の要求により、翌明治6年（1873年）に大蔵省の駅逓寮の職員となる。また同年、横浜郵便局の外国郵便課長も務め、8月に日米郵便交換条約を締結し、この条約は2年後の明治8年（1875年）に施行された。さらに明治10年（1877年）には万国郵便条約への加盟の折衝に当たった。
明治15年（1882年）に解任され、帰国する直前、明治天皇から旭日章を賜った。